# Lidové divadlo Uranie

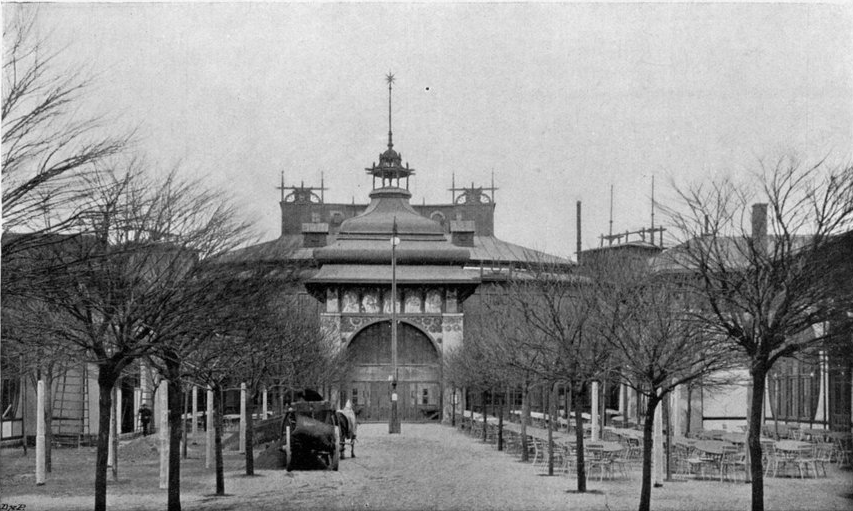
Zadní strana divadla a přilehlá zahrada

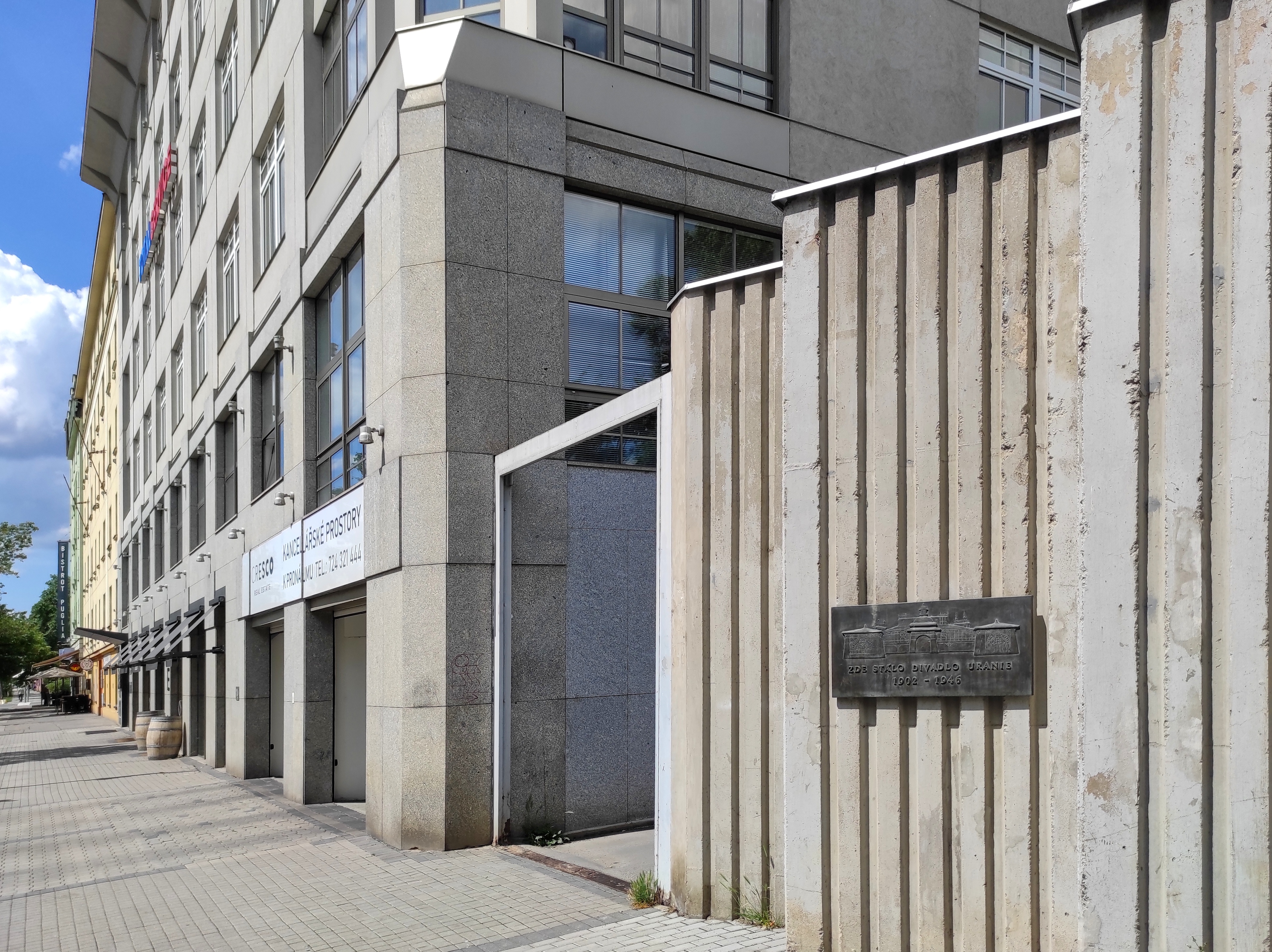
Pamětní deska umístěná na betonové zdi v ulici U Uranie v Praze 7 – Holešovicích připomíná místo, kde stálo divadlo

Lidové divadlo Uranie sídlící v pivovarské zahradě v pražských Holešovicích, otevřelo 12. června 1902, když tam byla předtím budova přestěhována z výstavní aleje Pražského výstaviště.

## Vznik scény
Budova původně vznikla v roce 1898 pro Výstavu architektury a inženýrství a stála na Pražském výstavišti . Sloužila zde jako multifunkční sál, promítací, koncertní a přednášková síň, zpola jako divadlo, provozované na koncesi divadelního ředitele Jana Vávry. Ten pro divadlo sestavil i herecký sbor, čítající mj. Marii Ryšavou, Antonína Jiřikovského, Marii Zieglerovou, Marii Bečvářovou, Ferdinanda Gýru a další. Pro divadlo napsali dramatici Václav Štech a Karel Šípek původní lidovou hru nazvanou Náš dům v asanaci . Na vzniku divadla se podíleli mj. divadelník a profesor na Umělecko-průmyslové škole v Praze Gustav Schmoranz, který byl technickým poradcem, Jaroslav Kvapil, pozdější režisér Vinohradského a Národního divadla a další členové spolku Máj v čele s předsedou Ignátem Herrmannem. Propagaci projektu zajišťoval Jozef Kuffner, divadelní referent Národních listů . První své filmy promítal v sále Urania na Pražském výstavišti Jan Kříženecký.
K řízení divadla vzniklo Družstvo pro ustanovení lidového divadla Uranie v Praze VII, jehož prvním ředitelem se stal Jakub Vojta Slukov. V letech 1907–1914 vedl divadlo po umělecké stránce režisér Bohumil Kovář, komerčně pak člen Družstva a člen správní rady a současně ředitel Prvního pražského měšťanského pivovaru Karel Vendulák. Roku 1914 se družstvo přejmenovalo na Společnost Lidové divadlo Uranie v Praze VII, s. r. o.

## Citát
| „                 | Jak povídám, divadlu se dařilo a v půli výstavy sídlila v té Uranii už jen Thalia. Za pozdního léta dostavovali se návštěvníci výstavy houfněji až v podvečer a mířili rovnou dolů do hlavní aleje k divadlu, takže z našeho podniku byl takřka zlatý hřeb výstavy. | “ |
| — Jaroslav Kvapil | |   |

## Budova divadla
Samotná budova divadla architekta Osvalda Polívky byla po přestěhování umístěna v zahradě Prvního pražského měšťanského pivovaru a byla dřevěná na podezdívce. Prostor byl krytý, nad hledištěm byl umístěn skleněný světlík. Sál měl kapacitu 750 sedících a 140 stojících diváků (tedy bezmála 900 lidí). Kolaudace stavby se konala v lednu 1903.

## Činnost souboru za války
Největší význam pro jeho činnost znamenala doba okupace (1939–1945). Uranie byla od roku 1941 (oficiálně až od roku 1943) vedena podnikatelem Bohumilem Perlíkem  (1908–1970), který se již pokoušel založit více divadel (činoherních studií).
Uměleckým šéfem ustanovil Perlík brněnského herce Antonína Klimeše (1902–1969). V Uranii také Klimeš režíroval 12 inscenací . Po jeho odchodu na jaře 1944 se novým šéfem stal překladatel Bohumil Mathesius. Dramaturgem byl Vladimír Müller z pražského studia Českého rozhlasu. Šéfem výpravy byl Josef Gabriel. Stálým spolupracovníkem divadla byl také režisér Národního divadla Aleš Podhorský a hostujícím režisérem i Jan Škoda.
S tímto divadlem jsou dále spojena jména herců přicházejících z nacisty zlikvidovaného brněnského Zemského divadla (Vítězslav Vejražka, Rudolf Deyl, dále ze Škodova ostravského činoherního souboru (Marie Vášová, Blanka Waleská) dále ze souboru olomouckého, pardubického a z pražských divadel (Miloš Nedbal, František Filipovský, Felix le Breux, Nelly Gaierová, Otýlie Beníšková, Jarmila Švabíková, Hana Vítová, František Hanus) . S divadlem také spolupracovali Josef Hlinomaz, Dana Medřická, Adina Mandlová, Zdenka Sulanová a další.
Základem repertoáru divadla byla česká klasika (Erben, Němcová, Neruda, Stroupežnický, Čech, aj.), avšak divadlo uvádělo také klasiku světovou (Shakespeare, Sofokles, Ibsen, Bahr, Hauptmann, Goethe, Vega, aj.).

## Konec divadla
Posledním představením Uranie bylo uvedení Sofoklovy Elektry v roce 1944. K 1. září 1944 byla pak divadla Němci nuceně uzavřena. Většina souboru divadla odešla v roce 1945 do Divadla 5. května. 
Budova divadla se do dnešních dob nedochovala, zničil ji velký požár dne 2. ledna 1946, při němž navíc tragicky zahynul německý malíř kulis Karl Piperger. Byl to žhářský čin divadelního tajemníka Karla Štolla, který v divadle pracoval od konce války a jak bylo později vyšetřováním zjištěno, zpronevěřil 105 000 korun z divadelní pokladny; v roce 1947 byl proto odsouzen na 15 let. Divadlo tedy bylo v provozu zhruba 43 let. Připomíná je pouze pamětní deska na rohu Ortenova náměstí a ulice U Uranie v pražských Holešovicích.

## Repertoár divadla za okupace, výběr
- 1940 Ruda Sieger, Tino Muff: Už mou milou, režie Tino Muff
- 1941 Jan Neruda : Malostranské humoresky, režie Antonín Klimeš
- 1941 Karel Jaromír Erben: Kytice, režie Antonín Klimeš
- 1941 Ruda Sieger, Mirko Křičenský: Márinka z hor
- 1942 Vladimír Müller: Rybníkář Kuba, režie Josef Bezdíček
- 1942 H. H. Ortner: Isabela Španělská, režie Antonín Klimeš (130 repríz)
- 1942 J. W. Goethe: Clavigo, režie Miloš Nedbal
- 1942 Ladislav Stroupežnický: Naši furianti, režie Aleš Podhorský
- 1942 Gerhart Hauptmann: Panny z Biskupské hory, režie Antonín Klimeš
- 1943 Hermann Bahr: Pavouk, režie Aleš Podhorský
- 1943 Gabriela Preissová: Gazdina roba, režie Jan Škoda
- 1943 Henrik Ibsen: Opory společnosti, režie Jan Škoda
- 1943 William Shakespeare: Sen noci svatojánské, režie Aleš Podhorský
- 1944 Carlo Goldoni: Mirandolina, režie Miloslav Jareš
- 1944 Svatopluk Čech: Ve stínu lípy, režie Miloslav Jareš
- 1944 M. A. Šimáček: Jiný vzduch, režie Aleš Podhorský
- 1944 F. Schreyvogel: Titanie, režie Karel Dostal
- 1944 Sofokles: Elektra, režie Antonín Klimeš

## Osobnosti kultury o Divadle Uranie
Bořivoj Srba
- K tomu, aby ideu třetí pražské činohry uskutečnila, byla Uranie disponována lépe než kterékoliv jiné pražské divadlo. Roku 1903 byla totiž uvědoměle zakládána se záměrem vytvořit jako další pražská činohra protiváhu k divadlům Národnímu a Švandovu, které hrály tehdy roli "první" a "druhé" činohry. Jako taková scéna pak po několik dalších let své existence fungovala a teprve vznik Městského divadla na Král. Vinohradech roku 1907 ji z trojúhelníku tří hlavních činoherních scén vytlačil a určil ji místo čtvrtého pražského, v podstatě periferního divadla. [13]

- Jako příkladný typ "hereckého" divadla realistického zaměření poutala Uranie pozornost celé české divadelní obce i široké veřejnosti. Mnozí členové menších pražských scén, a zejména ovšem členové mimopražských divadel vycítili, že by si na její scéně mohli dobýt široké popularity, a zajistit si tak skrze ni přístup na přední pražské scény celonárodního významu. Proto se snažili dostat se do jejího souboru. Tak se stalo, že záhy bylo toto malé divadlo přeplněno význačnými herci střední generace, kteří zde nalezli příležitost k osobnímu vyniknutí, a také mladými talenty, které v jejím tvořivém prostředí rychle vyspívaly. Skutečně se pak v jejích představeních tito herci s úspěchem prosazovali do povědomí veřejnosti a leckteří nabývali pověsti divadelních hvězd. [14]

Ivan Neuhort
- Uránka pro mne nebyla pouze divadlo, ale i park s altány, ve kterých v neděli hráli muzikanti a scházeli se lidé k odpočinku. Divadlo pamatuji již vyhořelé, ale celá atmosféra s pavlačovými domy a Staré Holešovice se nedají zapomenout. Pavlačákům v sousedství se říkalo Veselá bída a skutečně tam žili chudí, ale vždy někde hrála harmonika nebo dokonce dechovka. Zatím co se Národní divadlo stalo divadlem luxusním, Uránka bylo skutečné lidové centrum.[zdroj?]